# (16044) Kurtbachmann
(16044) Kurtbachmann (1999 GW24) – planetoida z pasa głównego asteroid okrążająca Słońce w ciągu 5 lat w średniej odległości 2,92 j.a. Odkryta 6 kwietnia 1999 roku.